# Luminiș, Neamț
Luminiș (în trecut, Iapa) este un sat în comuna Piatra Șoimului din județul Neamț, Moldova, România.
Satul Luminiș, care înainte de 1965 purta numele de Iapa, începe la 2 km distanță de centrul orașului Roznov. Prin decret al Consiliului de Stat al Republicii Socialiste România, nr. 799 din 17 decembrie 1964, privind schimbarea numelui mai multor localități din țară, cu începere de la 1 ianuarie 1965 s-a hotărât ca satul Iapa să poarte numele de Luminiș.
Amplasarea satului urmează cursul pârâului Iapa, de o parte și de alta a acestuia. Ca instituții publice, în satul Luminiș există: o biserică renovată (neterminată până la această dată), o școală în care studiază elevi de clasele I-VIII, grădiniță, la care se mai adaugă magazine, săli pentru petreceri, etc.
Satul Luminiș se remarcă prin frumusețea așezării fiind împrejmuit de o parte și de alta de dealuri sau chiar păduri. Principala cale de comunicație este șoseaua(drum județean), care se întinde pe o lungime de 5 km — de la intrarea în sat (punctul Hodor), până la intrarea în satul Negulești.